# 윈저 파크
윈저 파크(영어: Windsor Park)는 북아일랜드 벨파스트에 위치한 축구 경기장으로 수용 인원은 18,000명이다. 1905년에 개장했으며 린필드 FC와 북아일랜드 축구 국가대표팀의 홈 구장으로 사용되고 있다. 매년 북아일랜드에서 열리는 축구 컵 대회인 아이리시컵 결승전 경기가 열리는 경기장이기도 하다.

## 기록

### 1950년 FIFA 월드컵 유럽 지역 예선
| 날짜            | 팀 1       | 스코어 | 팀 2       | 라운드 |
| --------------- | ---------- | ------ | ---------- | ------ |
| 1949년 10월 1일 | 북아일랜드 | 2 - 8  | 스코틀랜드 | 1조    |

### 2002년 FIFA 월드컵 유럽 지역 예선
| 날짜            | 팀 1       | 스코어 | 팀 2       | 라운드 |
| --------------- | ---------- | ------ | ---------- | ------ |
| 2000년 9월 2일  | 북아일랜드 | 1 - 0  | 몰타       | 3조    |
| 2000년 10월 7일 | 북아일랜드 | 1 - 1  | 덴마크     | 3조    |
| 2001년 3월 24일 | 북아일랜드 | 0 - 1  | 체코       | 3조    |
| 2001년 6월 2일  | 북아일랜드 | 0 - 1  | 불가리아   | 3조    |
| 2001년 9월 5일  | 북아일랜드 | 3 - 0  | 아이슬란드 | 3조    |

## 사진

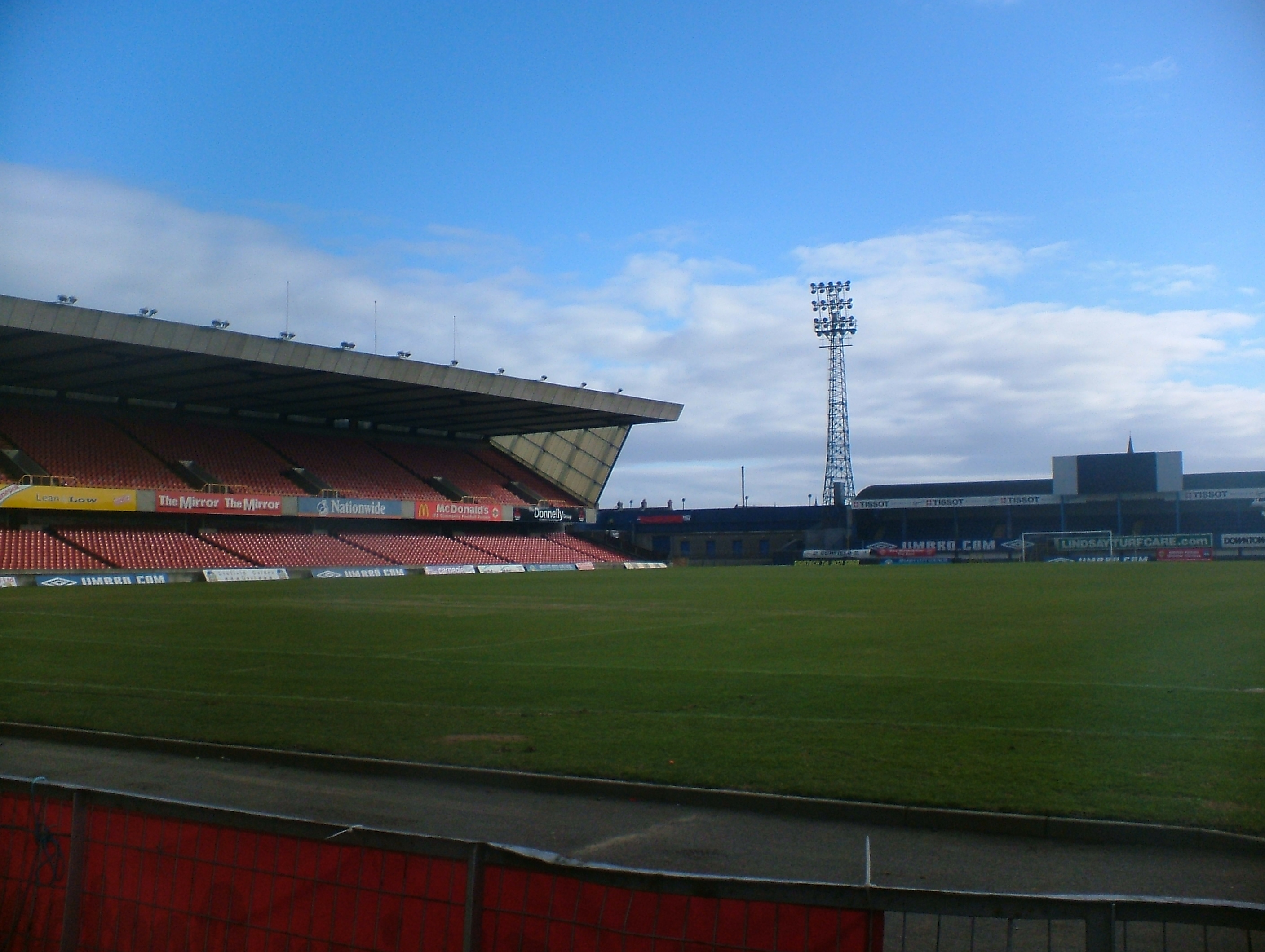
보수 공사가 진행되기 이전의 내부 모습